# Chiesa di San Nicola di Bari (Guardiagrele)
La chiesa di San Nicola di Bari si trova in Via Roma, la principale via del centro storico di Guardiagrele.

## Storia
La chiesa, a detta degli storici locali come Padre Nicola Colagreco, Giuseppe Iezzi e Francesco  Paolo  Ranieri, venne edificata nel IV secolo sui resti di un antico tempio pagano dedicato a Giove. Per loro sarebbe la chiesa di fondazione più antica della città di "Grele", essendo posta all'interno delle mura del primitivo insediamento castrense. 
Ranieri  scrive nella sua memoria su Guardiagrele: "Il maggiore esempio dell'architettura romana a Grele, è ciò che resta di un antico tempio (dedicato a Giove), dove si trova l'attuale chiesa, con l'iscrizione, presso l'architrave di portale a caratteri gotici: "Instaurator Odorisius Gitepra fecit et uxor Virginia curavit Fulvio Guio Decio Romano viro". Benché il portale sia alquanto manomesso da fregi rinascimentali e gotici, si conservano le due colonne degli stipiti poggianti su leoni stilofori". 
Lo storico Lucio Taraborrelli ha smentito gli errori palesi di queste congetture storiche, dato che l'architettura della chiesa è prettamente medievale, il casteum di Guardia sorse solo nel XII secolo, e i leoni stilofori, come evidenziato dagli studiosi Carlo Ignazio Gavini e Francesco Gandolfo risalgono al tardo romanico del XIII secolo. Non ci sono tracce archeologiche di un tempio romano. 
La leggenda voluta dallo storico Ranieri dide: "della fondazione della chiesa risale al III secolo d.C., quando la comunità cristiana, ancora senza tempio, fu perseguitata da Tiberio Poeta, che appiccò il fuoco a un fienile dove i cristiani si riunivano, citando il Padre ColagrecoIn seguito si decise la costruzione del tempio cristiano sopra quello di Giove, divenendo di fatto la prima chiesa cristiana di Guardiagrele, non di certo intitolata a San Nicola di Bari (vissuto secoli dopo la fondazione, ma forse al Salvatore o alla Vergine Maria), già in tempi remoti tuttavia, dal V secolo forse in poi venne intitolata a San Donato d'Arezzo".
I documenti della Curia arcivescovile di Chieti riportano che la chiesa fu sempre dedicata a San Nicola, e che l'unica chiesa dedicata al patrono San Donato era fuori le mura, nel luogo dove iggi si trova,  dimostrando dunque i falsi palesi di Nicola Colagreco, Giuseppe Iezzi e il Ranieri. 
La chiesa oggi si presenta, soprattutto negli interni, nella veste del restauro corposo barocco del 1775, era la cappella prediletta della nobile famiglia Ugni. 
Il tempio cristiano oggetto diversi rifacimenti fino ad assumere le attuali forme barocche. In seguito al terremoto del 1706 venne ricostruita, lasciando di originale il portale, il loato rivolto su Largo San Nicola con il portale romanico, e il campanile turrito, corvo della torre del monastero di San Pietro Celestino in via Della Poeta, e il torrione Orsini in piazza Garibaldi. Venne restaurata e decorata nel 1972 con nuovi dipinti, a cura dell'Arciprete Monsignor Filippo Carunchio, come testimonia un'iscrizione nel soffitto della chiesa.
Di recente dalla chiesa proviene il ciperchio di un sarcofago di un membro degli Ugni, conservato nel museo civico medievale "Antonio Cadei" di Guardiagrele.

## Descrizione

### Esterno
L'esterno è realizzato in muratura di pietrame irregolare, con la facciata intonacata. Sul lato destro è evidente la chiusura delle monofore originarie e la soprelevazione settecentesca.

### Campanile

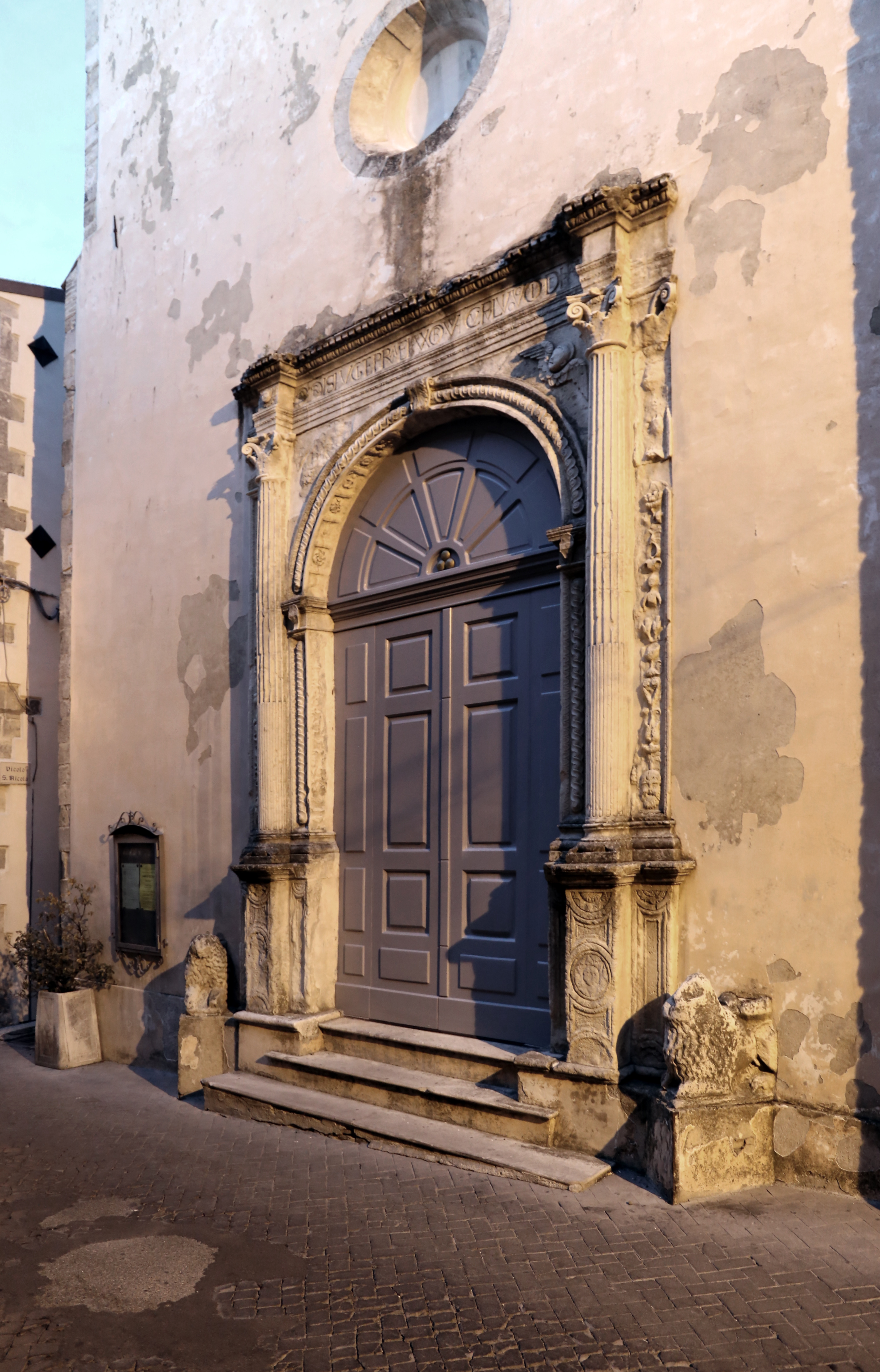
Il portale cinquecentesco

Il massiccio campanile, a pianta quadrata, è l'unico elemento ad aver mantenuto l'aspetto originario, ad eccezione della celletta sommitale. È costruito in pietrame irregolare ma con cantonali di pietra squadrata. Presenta due piccole monofore, di cui una a sesto acuto.

### Portali
La chiesa presenta due portali, uno più grande e decorato della facciata e uno laterale. Il portale principale presenta una tipica fattura cinquecentesca, con semicolonne corinzie su alti basamenti e stipiti, decorati con trecce e motivi vegetali. Ai lati sono posti due leoni stilofori, forse l'unico elemento sopravvissuto dell'antico portali.
Quello laterale presenta dimensioni più modeste ma decorazioni più ricche e curate, con tralci di vite, grappoli ed altri elementi vegetali.

### Interno

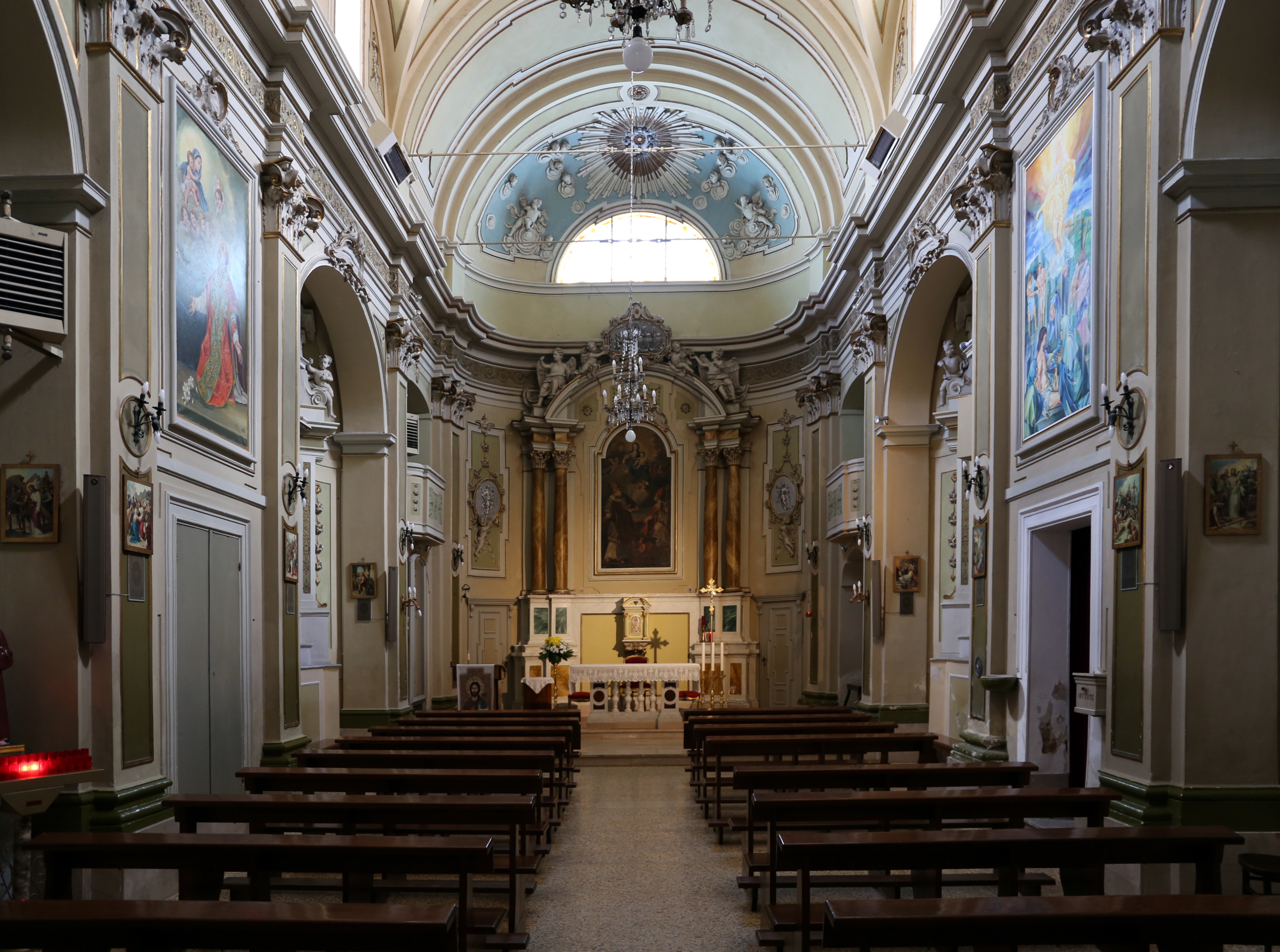
L'interno

L'interno, a navata unica, si presenta nelle forme che gli furono conferite nel XVIII secolo con altari laterali, stucchi, medaglioni, capitelli e fregi che decorano le pareti, il catino absidale e la volta. Nelle pareti si trovano delle paraste con capitelli corinzi e rifiniture dorate che sostengono un'alta trabeazione. L'abside presenta ai lati due nicchie sovrastate da due piccoli balconcini. Nella nicchia sinistra vi è una statua di san Nicola di Bari. 
L'altare maggiore è composto da due coppie di colonne con capitelli corinzi su cui posa un timpano semicircolare con angeli e putti. Il tabernacolo è sorretto da un angelo. L'ingresso è sovrastato da una cantoria su cui si trova l'organo. Vi sono conservati diversi dipinti realizzati da artisti guardiesi tra l'Ottocento e il Novecento come la Madonna con San Donato e San Nicola di Bari sull'altare maggiore, opera di Nicola Ranieri, negli altari laterali San Francesco Saverio e la Crocifissione, sempre del Ranieri, San Nicola da Tolentino di Francesco Maria De Benedictis e la Sacra Famiglia di Ferdinando Palmerio. Vi sono anche due dipinti degli artisti guardiesi contemporanei Luciano Primavera e Giuseppe Ranieri.